# Bonus-malus écologique
Pour les articles homonymes, voir Bonus Malus, Bonus et Malus.
Le bonus-malus écologique ou éco-bonus ou malus est une méthode fiscale de lutte contre les émissions de gaz à effet de serre visant à orienter la consommation vers l'achat de véhicules moins émetteurs de CO2 par l'octroi d'un bonus et, inversement, à taxer l'achat des véhicules fortement émetteurs.
Un dispositif de ce type est entré en vigueur en France en janvier 2008. En 2021, une taxe basée sur le poids du véhicule a été ajoutée au dispositif du bonus-malus écologique.
En Belgique, un dispositif semblable, également basé sur les émissions de CO2, existait jusqu'en 2014, date à laquelle la composante « bonus » a été supprimée.

## En France

### Bonus-malus basé sur les émissions deCO2

#### Principe
Le mécanisme incitatif du bonus-malus a trois objectifs :
- inciter les acheteurs de véhicules neufs à changer leur comportement d’achat pour privilégier les véhicules à faible émission de dioxyde de carbone et favoriser ainsi la modification de la structure du parc automobile ;
- stimuler l’innovation technologique des constructeurs en les encourageant à cibler leur offre sur les produits les plus propres ;
- accélérer le renouvellement du parc automobile afin de retirer du parc les véhicules les plus anciens qui sont aussi les plus polluants.

L’écotaxe applicable aux voitures particulières les plus polluantes (malus) doit permettre le financement de l’aide à l’acquisition des véhicules propres (bonus).
La taxe est assise sur :
- le nombre de grammes de dioxyde de carbone (CO2) émis par kilomètre, pour les voitures particulières qui ont fait l'objet d'une réception communautaire ;
- la puissance administrative pour les autres voitures particulières.

Elle s'applique lors de l'achat du véhicule, pour une première immatriculation en France. Le prélèvement de la taxe est réalisé par les concessionnaires.
En contrepartie, le bonus écologique récompense financièrement les personnes qui acquièrent ou louent sous conditions un véhicule neuf émettant une quantité limitée de dioxyde de carbone (CO2) par kilomètre.

#### Historique
Le bonus-malus est l'une des premières mesures fortes prises à l'issue du Grenelle de l'environnement d'octobre 2007, qui s'inscrit dans l'objectif de l'Union européenne d'atteindre un parc de véhicules d'émission moyenne de 130 g de CO2 par kilomètre en 2015 et 95 g de CO2 par kilomètre en 2020. Le dispositif du bonus-malus, initialement intitulé « écopastille », a été créé par la loi de finances rectificative pour 2007 et précisé par un décret du 26 décembre 2007, entrée en vigueur le 1er janvier 2008. Les seuils choisis devaient rendre la mesure neutre pour le budget de l'État, et être revus à la baisse tous les deux ans afin de faire progresser l'industrie automobile.
En 2008, les véhicules émettant moins de 130 g de CO2 par kilomètre bénéficiaient d'un bonus à l'achat, variant de 200 à 1 000 euros. Entre 131 et 160 g/km, il n'y avait ni bonus ni malus. Au-delà, un malus s'appliquait, qui variait de 200 à 1 600 euros.
Les seuils ont été progressivement abaissés par la suite : en 2016, seuls les véhicules non Diesel et émettant moins de 60 g de CO2 par kilomètre (et certains véhicules hybrides électriques) bénéficiaient d'un bonus, tandis que le malus s'appliquait à partir de 131 g/km.

##### Évolutions du bonus après 2020
Dès juillet 2021, alors que le marché du véhicule électrique ou hybride prend de l'essor, le bonus passe de 7 000 à 6 000 € pour un véhicule électrique, et à 1 000 € pour un véhicule hybride rechargeable. Une seconde baisse du bonus est prévue en janvier 2022, mais elle est repoussée à juillet 2022, puis à la fin de 2022.
En mai 2023, le Gouvernement annonce que le bonus sera conditionné à l'empreinte carbone associée à la production des véhicules concernés, à partir de début 2024. Un score de performance environnementale détermine l'attribution du bonus, la note minimum de 60 sur 100 devant être atteinte. Officiellement, « l’empreinte carbone est calculée par addition des quantités de CO2 émises lors des étapes du cycle de vie d’un véhicule précédant son utilisation sur route : production de l’acier, de l’aluminium, et des autres matériaux entrant dans la composition du véhicule, d’une part, transformations intermédiaires et assemblage du véhicule, d’autre part (en traitant séparément la batterie, qui représente une proportion importante de l’empreinte carbone d’un véhicule électrique) ; production de la batterie ; et acheminement du véhicule depuis son lieu d’assemblage jusqu’à son lieu de distribution en France ». Les petits véhicules devront avoir émis moins de 9 tonnes de CO2 lors de leur fabrication (batterie et transport compris) et les plus grands, moins de 14,75 tonnes. La méthodologie de calcul de ce score a été élaborée par l'Ademe. La pondération des critères a été dosée de façon à exclure les véhicules produits en Asie, tout en épargnant ceux produits en Europe. L'Ademe calculera les scores sur la base des dossiers déposés par les constructeurs et doit publier le 15 décembre 2023 la liste des voitures qui restent éligibles au bonus.
À partir du 1er juillet 2025, le bonus ne sera plus financé par le budget de l'État, mais par les certificats d'économies d'énergie financés par les énergéticiens. L'aide à l'achat passera de 4 000 à 4 200 € pour les ménages les plus modestes ou « en situation de précarité énergétique », et à 3 100 € pour les autres, au lieu de 2 000 €. De plus, les ménages des déciles 6 à 8 seront désormais considérés comme modestes.

##### Évolution du malusCO2à partir de 2020
En décembre 2019, le Gouvernement annonce le déplafonnement partiel du malus : le malus continuera désormais à augmenter au-delà du seuil antérieur de 12 500 € pour un niveau d'émission de 172 g de CO2 par kilomètre, jusqu'à 20 000 € pour 184 g ; environ 10 000 à 15 000 ventes annuelles seraient concernées, soit moins de 1 % du marché automobile français.
Le nouveau malus écologique mis en place pour l'année 2020 est composé de deux grilles distinctes. La première basée sur le mode de calcul des rejets de CO2 actuel, et valide du 1er janvier au 29 février 2020. Le 1er mars 2020, une nouvelle grille est mise en place, du fait de l'entrée en vigueur de la norme WLTP, plus sévère, qui remplace le protocole NEDC. Notamment, le malus dépend désormais des équipements choisis, comme les barres de toit, qui induisent des émissions supérieures,. Le 1er juillet 2020, les utilitaires légers transformés en véhicule particulier sont également soumis au malus écologique si une modification de la carte grise est nécessaire. Seuls les véhicules qui n'ont pas été taxés lors de leur première immatriculation sont concernés.
Pour l'année 2022, les montants du malus sont annoncés à travers l'article 55 de la loi de finances pour 2021, qui prévoit un durcissement du malus sur plusieurs années. Ainsi, en 2022, le malus est déclenché dès 128 gCO2/km. En parallèle, le bonus écologique est de 6 000 € pour l'achat d'un véhicule neuf émettant moins de 20 gCO2/km en cycle WLTP. Le bonus est porté à 7 000 € pour les ménages modestes. Depuis 2022, le malus CO2 s'ajoute au malus au poids.
Pour 2023, le seuil de déclenchement est abaissé à 123 gCO2/km et le maximum relevé à 50 000 € atteint dès 226 gCO2/km. Les modèles sportifs thermiques de plus de 400 ch font l'objet de ce malus maximal. Le seuil passe à 118 gCO2/km et le plafond à 60 000 € le 1er janvier 2024.

#### Abattements

##### Véhicules fonctionnant à l'éthanol
Les véhicules équipés pour fonctionner au superéthanol E85 bénéficient d'un abattement de 40 % sur les taux d'émissions de dioxyde (CO2). Toutefois, cet abattement ne s'applique pas aux véhicules dont les émissions sont supérieures à 250 g/km.

##### Familles nombreuses, personnes morales
Les familles de trois enfants à charge ou plus et les personnes morales (entreprises, etc.) bénéficient aussi d'abattements. Ceux-ci s'élèvent à 20 gCO2/km par enfant à charge pour les familles nombreuses et à 80 gCO2/km pour les personnes morales.

#### Bilan budgétaire
Le financement du bonus par le malus devait en principe permettre d'atteindre un équilibre budgétaire, mais le succès de la mesure a initialement conduit à un déficit du dispositif. Au premier semestre 2008, le système présentait un déficit de 200 millions d'euros, à la suite d'une baisse des ventes de 27 % des véhicules les plus émetteurs de CO2 et d'une augmentation de 15 % des ventes de véhicules moins émetteurs.
À la suite notamment des changements successifs apportés au barème du système bonus-malus, un équilibre a finalement pu être trouvé, l'État réalisant même un excédent de 141 millions d'euros en 2014.
| Impact budgétaire en millions d'euros |      |      |      |      |      |      |      |
| Année                                 | 2008 | 2009 | 2010 | 2011 | 2012 | 2013 | 2015 |
|                                       | −308 | −626 | −281 | −119 | 43   | −100 | 100  |

#### Évolution des émissions moyennes du parc automobile
Selon les données de l'Agence de l'environnement et de la maîtrise de l'énergie, les émissions moyennes des véhicules neufs vendus en France ont évolué comme suit :
| Année | gCO2/km |      | Année | gCO2/km |
| 2000  | 162     | 2011 | 127   |         |
| 2001  | 156     | 2012 | 124   |         |
| 2002  | 155     | 2013 | 117   |         |
| 2003  | 155     | 2014 | 114   |         |
| 2004  | 153     | 2015 | 111   |         |
| 2005  | 152     | 2016 | 110   |         |
| 2006  | 149     | 2017 | 111   |         |
| 2007  | 149     | 2018 | 112   |         |
| 2008  | 140     | 2019 | 112   |         |
| 2009  | 133     | 2020 | 97    |         |
| 2010  | 130     | 2022 | 103   |         |

Les deux premières années (2008 et 2009) de la mise en place de ce dispositif montrent deux des plus fortes baisses annuelles, l'année 2007 ayant vu une progression nulle sans doute en raison d'achats anticipés de véhicules polluants. L'objectif européen a été atteint avant l'échéance de 2015. D'autres pays européens semblent néanmoins avoir fait aussi bien, si ce n'est mieux, sans avoir eu recours à ce dispositif de bonus/malus.

### Taxe basée sur le poids du véhicule
En juin 2019, France Stratégie publie une note d'analyse qui préconise de créer un système de bonus-malus en fonction du poids des voitures afin d'enrayer l’engouement des automobilistes pour les SUV, limiter la production de « tanks » électriques et la course aux batteries de très grandes capacités. Selon ce rapport, la politique de seuils d’émissions imposés par l’Union européenne aux constructeurs serait « un échec » car elle n'a pas empêché la hausse continue des émissions de CO2 du secteur des transports en Europe : +28 % entre 1990 et 2017. Pour enrayer cette augmentation, limiter les rejets à l’échappement ne suffirait pas. De plus, si les rejets de CO2 ont diminué de 30 % entre 2001 et 2017 d’après les tests d’homologation en laboratoire, ils n’auraient baissé que de 10 % en conditions de conduite réelles. Un bonus-malus en fonction du poids des voitures, calqué sur celui déjà en vigueur en Norvège, permettrait de prendre en compte les émissions de CO2 dues à la fabrication des voitures. La note prône aussi l’utilisation de voitures électriques équipées de petites batteries, telles que l'ancienne Renault Zoé 22 kWh. De tels véhicules permettent de couvrir la grande majorité des trajets du quotidien et pourraient donc remplacer la seconde voiture, souvent d’occasion, que possèdent 30 % des ménages français.
En septembre 2020, le ministre de l'Économie Bruno Le Maire rejette la proposition issue de la Convention citoyenne pour le climat de taxer les voitures en fonction de leur poids, déclarant : « Dans le contexte économique actuel, je ne veux aucune augmentation d'impôt et je veux protéger les emplois industriels, les usines et le pouvoir d'achat des Français ». La taxe sur la masse des voitures pourrait cependant figurer dans le projet de loi « climat » en préparation au ministère de la Transition écologique, qui doit reprendre des suggestions de la Convention citoyenne.
À la mi-octobre 2020, le gouvernement décide finalement de déposer un amendement gouvernemental au projet de loi de finances pour 2021 instaurant un malus automobile en fonction du poids du véhicule. Cependant, alors que la Convention citoyenne pour le climat préconisait la création d'une taxe au poids à 10 € par kilo au-delà de 1 400 kg, le Premier ministre Jean Castex tranche pour un compromis : le seuil retenu est une taxation pour les véhicules de plus de 1 800 kg ; des exonérations sont également prévues pour les véhicules électriques ou à hydrogène et des ajustements sont envisagés pour les véhicules hybrides et les familles nombreuses. Finalement, la loi de finances 2021 prévoit l'entrée en vigueur du malus au poids pour le 1er janvier 2022.
En 2022, année de première application du malus au poids, appelé « taxe sur la masse en ordre de marche », applicable aux voitures de plus d'1,8 tonne à l'exception des voitures électriques, à hydrogène ou hybrides rechargeables et des véhicules utilisés pour le transport de personnes invalides, le nombre de voitures concernées atteint 27 945 unités, soit 1,68 % des immatriculations de l'année. Les marques les plus touchées sont BMW (15,2 % de ses ventes), Renault (pour le Trafic version particuliers), Mercedes et Audi.
En 2024, le seuil de déclenchement de la taxe passe à 1,6 tonne et le tarif marginal devient progressif, passant de 10 à 30 € par kilogramme. À l'occasion de cette baisse du seuil, un abattement de 100 kg est créé pour les véhicules hybrides non rechargeables.
À partir de 2025, les véhicules hybrides rechargeables ne seront plus exonérés mais ils bénéficieront d'un abattement de 200 kg,.

### Évolution future du bonus-malus environnemental français
La loi de finances 2025, adoptée le 6 février 2025, réduit le seuil d'émissions de CO2 à partir duquel un véhicule est taxé. Celui-ci passera de 118 g/km en 2024 à 113 g/km à partir du 1er mars 2025, tandis que le plafond global pour l'ensemble des taxes CO2 et au poids passera de 60 000 € en 2024 à 70 000 €.
La loi prévoit que ces évolutions se poursuivent en 2026 et 2027, tandis que le seuil de déclenchement de la taxe au poids sera abaissé à 1,5 tonne en janvier 2026. Une augmentation symétrique des abattements (sur les émissions de CO2 et sur le poids) dont bénéficient les véhicules de société signifie que ces évolutions ne les concerne pas. À partir de juillet 2026, les voitures électriques de plus de 2,1 tonnes seront également assujetties à la taxe au poids.

## En Belgique

### Au niveau fédéral
Les réductions pour l'achat d'un véhicule « propre » ne s'appliquent qu'aux véhicules neufs. Les réductions sont les suivantes :
- moins de 105 grammes de CO2 par km : réduction de 15 % sur le prix d'achat, limitée à un montant maximum de 4 350 euros pour 2008 (indexé) ;
- entre 105 et 115 grammes de CO2 par km : réduction de 3 % sur le prix d'achat, limitée à un montant maximum de 810 euros pour 2008 (indexé) ;
- véhicule Diesel équipé d'origine d'un filtre à particules (maximum 5 mg de particules par kilomètre) et émettant moins de 105 g de CO2 par kilomètre : 200 euros pour 2008 (indexé).

### En Wallonie
L'éco-bonus ou éco-malus s'applique aux automobiles neuves et d'occasion. Lors de son introduction, le montant du bonus ou malus dépend de la différence d'émission de CO2 entre l'ancien et le nouveau véhicule. À compter du 1er janvier 2012, seul le taux d’émission de CO2 (g/km) du véhicule est pris en compte. Les fourchettes d’émission de CO2 donnant lieu à un éco-malus en 2014 sont les suivantes :
| Émission de CO2 en g/km | 146-155 | 156-165 | 166-175 | 176-185 | 186-195 | 196-205 | 206-215 | 216-225 | 226-235 | 236-245 | 246-255 | + de 255 |
| Montant                 | 100 €   | 175 €   | 250 €   | 375 €   | 500 €   | 600 €   | 700 €   | 1 000 € | 1 200 € | 1 500 € | 2 000 € | 2 500 €  |

L'éco-bonus est supprimé le 1er janvier 2014.